# Quartet (album d'Herbie Hancock)
Pour les articles homonymes, voir Quartette.
Albums de Herbie Hancock
Lite Me Up
(1982) Future Shock
(1983)
Quartet est un album d'Herbie Hancock sorti en 1981.
C'est aussi la section rythmique avec laquelle Miles Davis a principalement joué dans les années 1960, après sa décennie avec John Coltrane et Paul Chambers.
Wynton Marsalis, qui n'a alors que 19 ans, enregistrera son premier album le mois suivant.
Sans ses partenaires habituels Wayne Shorter (qui collabore alors avec Weather Report et réalise ses propres projets en solo) et Freddie Hubbard, Hancock réunit le bassiste Ron Carter et le batteur Tony Williams et engage pour une tournée le jeune trompettiste Wynton Marsalis. L'album est enregistré au cours de cette tournée.
Certains morceaux figurent au répertoire du quintette de Miles Davis de 1965-1968, et un autre appartient à celui de Hancock. Les deux premières pistes de l'album Well, You Needn't et 'Round Midnight sont des standards de Thelonious Monk, composés en 1944. La dernière I Fall in Love Too Easily, reprend une chanson de 1945 de Styne et Cahn.

## Titres
1. Well You Needn't (T. Monk) – 6:26
2. 'Round Midnight (T. Monk, C. Williams, B. Hanighen) – 6:38
3. Clear Ways (T.Williams) – 5:01
4. A Quick Sketch (R. Carter) – 16:24
5. The Eye of the Hurricane (H. Hancock) – 8:03
6. Parade (R. Carter) – 7:56
7. The Sorcerer (H. Hancock) – 7:18
8. Pee Wee (T. Williams) – 4:32
9. I Fall in Love Too Easily (J. Styne, S. Cahn) – 5:53

## Musiciens
- Wynton Marsalis: trompette
- Herbie Hancock: piano
- Ron Carter: contrebasse
- Tony Williams: batterie